# PROTECT IP Act
Il PROTECT IP Act (forma breve del nome completo Preventing Real Online Threats to Economic Creativity and Theft of Intellectual Property Act of 2011), ufficialmente noto come Senate Bill 968 or S. 968 e più familiarmente PIPA, è una proposta di legge statunitense che si propone di accordare al governo e ai titolari di copyright maggiori strumenti per limitare l'accesso «ai siti web fuori controllo, dediti alla pirateria e alla contraffazione di prodotti» («rogue websites dedicated to infringing or counterfeit goods»), in particolare quelli registrati al di fuori del territorio statunitense.

## Iter
La proposta è stata presentata il 12 maggio 2011 dal senatore democratico Patrick Leahy (Vermont) e da altri 11 cofirmatari bipartisan.
La commissione economica del Congresso ha stimato che l'attuazione di questa proposta di legge costerebbe al governo federale 47 milioni di dollari fino al 2016, risorse impiegate per l'assunzione e la formazione di personale destinato alla sua attuazione.
La Commissione Giudiziaria del Senato ha approvato la proposta.
In seguito il senatore democratico Ron Wyden (Oregon) ne ha temporaneamente sospeso l'iter.
Il PIPA è la riproposizione di un analogo progetto di legge, Combatting Online Infringement and Counterfeits Act o COICA che fallì il suo iter nel 2010.
Un'altra proposta di legge, per molti versi analoga al PIPA è chiamata Stop Online Piracy Act (SOPA), è stata presentata alla Camera dei Rappresentanti il 26 ottobre 2011.
Il leader della maggioranza democratica al Senato, Harry Reid (Nevada), ha posto il voto in calendario per il 24 gennaio 2012.

## Contenuti
La proposta di legge introduce nuove fattispecie di reato nel campo della distribuzione di copie digitali, merci contraffatte o aggiramento di tecnologie DRM e definisce «Sito web dedicato ad attività pirata» quel sito che, secondo l'art. 7 sezione 2 e capoversi, «non abbia altro scopo che quello di: perpetrare, facilitare o favorire la riproduzione, distribuzione o pubblica esecuzione di un'opera protetta da diritti in qualunque forma, in violazione del titolo 17, sezione 501 della raccolta delle leggi federali; violare la sezione 1201 del citato titolo 17; vendere, distribuire o promuovere beni, merci e servizi contraffatti così come definiti nella sezione 34(d) del Lanham Act».
Il progetto di legge non si propone, comunque, di modificare le norme relative alla tutela dei marchi o al diritto d'autore.
La proposta di legge si prefigge di «potenziare gli strumenti contro siti web registrati e operanti all'estero» e autorizza il dipartimento di giustizia a emettere comunque un'ordinanza contro siti web trovati in violazione, anche in caso non si sia individuato un loro responsabile attraverso la normale diligenza.
La proposta di legge prevede che l'Attorney general notifichi il provvedimento all'accusato.
Una volta emessa l'ordinanza, questa può essere usata per costringere intermediari quali: operatori di transazioni finanziarie (Paypal, Visa, etc.), fornitori di circuiti pubblicitari e motori di ricerca, fornitori di accesso internet et alii a interrompere i servizi verso i siti in violazione e rimuovere i link verso di essi.
Nel PIPA è espressamente previsto che i motori di ricerca «(i) rimuovano o disabilitino l'accesso al sito internet associato al nome a dominio indicato dall'ordinanza oppure (ii) rimuovano i link ai suddetti siti internet».
Tra le fattispecie di intermediario individuate figurano anche i gestori dei sistemi DNS ai quali dovrebbe essere ordinato di prendere ragionevoli e applicabili misure per prevenire che un dominio internet sia risolto nel suo indirizzo IP (filtraggio del DNS).

## Sostenitori
La proposta ha ricevuto l'apporto bipartisan del Senato.
Essa è sostenuta anche da un vasto cartello di titolari di marchi come Nike, L'Oréal, Rosetta Stone, Pfizer, Ford, Revlon, Sony e un altrettanto vasto cartello di titolari di proprietà intellettuali nel campo dell'intrattenimento come Motion Picture Association of America (MPAA), Recording Industry Association of America (RIAA), the American Federation of Musicians, the American Federation of Television and Radio Artists, Macmillan Publishers, Copyright Alliance et alii.

## Oppositori e voci critiche
Il senatore Ron Wyden, come detto, si è pubblicamente opposto al PIPA e ne ha sospeso l'iter nel maggio 2011, esprimendo gravi perplessità su possibili danni alla libertà di espressione, innovazione e integrità nel funzionamento di Internet.
A quelle di Wyden hanno fatto seguito ulteriori critiche e nuove proposte, come l'OPEN Act, da parte di altri politici.
Al di fuori del campo parlamentare molti sono gli oppositori del PIPA: si tratta sostanzialmente delle società che svolgono affari o forniscono servizi su Internet.
Tra le aziende più rappresentative figurano Mozilla Corporation, ramo commerciale di Mozilla Foundation, Facebook, Yahoo!, eBay, American Express, reddit, Google.
Molto critici anche importanti imprenditori di Web company come Reid Hoffman di LinkedIn, il cofondatore di Twitter Evan Williams e il cofondatore di Foursquare Dennis Crowley.
Vasto è anche il campo dei soggetti sensibili alla limitazione della libertà d'espressione, tra i più importanti dei quali figurano la Electronic Frontier Foundation, Wikipedia, Reporter Senza Frontiere e Human Rights Watch; il tenore delle critiche mosse al PIPA è sostanzialmente il medesimo di quelle espresse contro l'analogo progetto presentato alla Camera dei Rappresentanti, lo Stop Online Piracy Act o SOPA.